# Il topolino e la fata
Il topolino e la fata (The Flying Mouse) è un film del 1934 diretto da David Hand. È un cortometraggio d'animazione della serie Sinfonie allegre, distribuito negli Stati Uniti dalla United Artists il 14 luglio 1934. Il film è liberamente ispirato alla favola La gazza vestita colle penne del pavone (1668) di Jean de La Fontaine. A partire dagli anni '90 viene distribuito col titolo Il topo volante.

## Trama
Un topolino sogna di volare come gli uccelli. Così si fabbrica un paio d'ali con due foglie e fa delle prove di volo, finendo però per cadere nella tinozza d'acqua della madre, infradiciando sua sorella, i cui vestiti si restringono a dimensioni minuscole. La mamma lo sculaccia e il topolino, deriso dai suoi fratelli, si allontana. Mentre se ne va sente le grida di aiuto di una farfalla impigliata in una ragnatela, dove sta per essere mangiata da un grosso ragno. Il topolino accorre in suo aiuto, riesce a sconfiggere il ragno e la libera. La farfalla in realtà è una fatina, che per ricompensarlo, accetta di soddisfare un suo desiderio. Il roditore le chiede subito di poter volare come un uccello e la fatina, dopo averlo ammonito che il volo non è nella sua natura, gli dona comunque un paio d'ali di pipistrello.
Il topolino felice si allontana ed esibisce le sue nuove capacità davanti a un gruppo di uccelli, ma questi ultimi lo ignorano e si allontanano. Il roditore decide di tornare a casa, ma i suoi famigliari, vedendo la sua ombra sul terreno, credono che si tratti di un pipistrello e si rinchiudono in casa, e quando il topolino bussa alla porta la madre gli lancia addosso svariati oggetti per cacciarlo via. Il roditore non sa spiegarsi il perché del loro comportamento e trova la risposta quando arrivano quattro pipistrelli che gli fanno notare che non è "niente di niente", non essendo né un topo né un pipistrello. Sconvolto, il topolino fugge via e cerca di strapparsi le ali, ma invano. Disperato, il topolino scoppia a piangere. Dalle sue lacrime riappare la fata, a cui il topolino esterna la propria disperazione. Lei però è felice che il piccolo abbia imparato la lezione e, consigliandogli di essere sé stesso, lo libera dalle ali. Soddisfatto, il topolino può ritornare a casa e riabbracciare la madre.

## Distribuzione

### Edizione italiana
Il film fu distribuito in Italia nel 1934 in lingua originale, venendo doppiato dalla Royfilm per l'inclusione nella VHS Paperino e la sua banda di paperi dell'ottobre 1985 con un adattamento dei dialoghi piuttosto libero; le canzoni rimasero però in inglese, e fu rimossa la colonna sonora presente in alcune scene di dialogo.

### Edizioni home video

#### VHS
America del Nord
- Silly Symphonies (1984)

Italia
- Paperino e la sua banda di paperi (ottobre 1985)[3]
- C'era una volta un topo (marzo 1986)[4][5]

#### DVD e Blu-ray Disc
Il cortometraggio fu inserito come contenuto speciale nell'edizione DVD-Video del 60º anniversario di Dumbo - L'elefante volante uscita in America del Nord il 23 ottobre 2001 e in Italia l'8 novembre, e fu poi incluso nella successiva edizione DVD e nell'edizione Blu-ray Disc del film. È presente anche nel primo disco della raccolta Silly Symphonies, facente parte della collana Walt Disney Treasures e uscita in America del Nord il 4 dicembre 2001 e in Italia il 22 aprile 2004.

## Altri media
Il cartone animato ricevette un adattamento a fumetti disegnato da Jim Pabian e pubblicato il 4 ottobre 1949 su Walt Disney's Christmas Parade n. 1; in Italia fu pubblicato il 27 agosto 1950 col titolo Il topino volante.